# Wincenty Matuszewski
Wincenty Matuszewski (ur. 3 marca 1869 w Woli Chruścińskiej, zm. 24 maja 1940 w lesie koło Witowa-Kolonii) – polski duchowny katolicki, błogosławiony Kościoła katolickiego.
Syn Józefa i Józefy z domu Strużyńskiej. Święcenia kapłańskie przyjął 17 lutego 1895 roku jako absolwent Wyższego Seminarium Duchownego we Włocławku.
Pełnił działalność duszpasterską w Widawie, Nieszawie i Włocławku, kolejno w Częstochowskiej w parafii św. Zygmunta (1901–1906), by następnie zostać administratorem parafii Ostrowąs i Moszczenica (1909). W 1918 został proboszczem w Osięcinach. Był honorowym Prezesem Straży Ogniowej w Osięcinach i członkiem miejscowej Rady Gminy. Jego tolerancyjna postawa zjednała mu szacunek w miejscowej wspólnocie Żydów i wśród lokalnych Niemców. W swojej działalności wiele czasu poświęcał najuboższym.
II wojna światowa zastała go na tej placówce. Zaraz po wkroczeniu (10 września 1939) okupanci zatrzymali księdza proboszcza jako jednego z 22 zakładników. Rok później został zamordowany przez miejscowego dowódcę posterunku policji Johana Pichlera, komisarycznego burmistrza Ernsta Dauba i Willyego Fritza Haacka, wraz ze swym prefektem ks. Józefem Kurzawą.
Grób księży męczenników stał się miejscem pielgrzymek. 24 maja 1988, w 48. rocznicę śmierci, zamordowani księża z Osięcin otrzymali tytuł: Męczennicy Eucharystii i jedności kapłańskiej. Obu beatyfikował papież Jan Paweł II w Warszawie 13 czerwca 1999 w grupie 108 polskich męczenników. 
24 maja 2001 dokonano translacji relikwii Wincentego Matuszewskiego i Józefa Kurzawy do świątyni w Osięcinach. W 2007 został ogłoszony wraz z księdzem Józefem Kurzawą patronem Gminy Osięciny. Jego imieniem nazwano szkołę podstawową nr 1 w Brzezinach, a podobizną na znaczku pocztowym upamiętniono beatyfikację.